# Народно читалище „Св. св. Кирил и Методий – 1908“
Народно читалище „Св. св. Кирил и Методий“ се намира на площад „България“ в квартал Генерал Николаево на град Раковски, България. Официалното му име е „Св. св. Кирил и Методий-гр. Раковски-1908“.

## История
Читалището в село Калъчлии (дн. квартал „Генерал Николаево“ на град Раковски) е основано на 20 декември 1908 г. от Георги Минчев, Мария и Марияна Чешкови, Петър Зантов, Александър Керин, Иван Константинов, Серафим Романов, Гено Шарков, Тобия Говедарски, общо 25 души, те го нарекли на името на славянските просветители Кирил и Методий..
За председател е избран селският фелдшер Георги Минчев, а за секретар – библиотекарят Петър Занзов. Първоначално читалището се помещава в къщата на Никола Чешков Петков, а плевници са използвани за изнасяне на представленията. Постепенно читалището събира определен книжен фонд, вестници и списания. От съдържанието на фонда може да се съди, че главната цел на основателите е била да разпространява полезни знания за подобряване на бита на жителите в селото.
В началото на 1909 г. към читалището е създаден и драматичен състав с ръководител Георги Минчев, който подготвя и изнася представления пред жителите на селото и съседните села. На 24 май 1909 г. е поставена пиесата „Червеният панталон“. По-късно са играни и пиесите „Хъшове“ от Иван Вазов, „Многострадалната Геновева“, „Откраднатата гъска“, „Виришапка“ и др. Събраните от тази дейност средства били използвани за нови вестници и списания.
По време на Първата световна война, дейността на читалището е прекъсната, помещение му е използвано за военен склад. Инвентарът е пренесен в стая в едно от помещенията в двора на църквата. След войната читалището наема дюкана на Роко Рончев, където са пренесени книгите и списанията. Голяма част от инвентара е похабен при срутване на сградата на дюкана от Чирпанското земетресение през 1928 г.
Успоредно с дейността на читалището в Калъчлии, започват да действат и църковни просветни дружества. През 1918 г. е създадено религиозно дружество „Мариини девойки“. На 8 ноември 1927 г. е основано католическо просветно дружество „Роберт Менини“, а през 1943 г. младежки католически певчески хор „Михаил Добромиров“.
През 1930 г. дейността на читалището е възобновена благодарение на местните учители – Лазар Лазаров, Иван Унгаров, Кунчо Кунчев, Йосиф Тобиев и общественици – Йосиф Говедарски, Петър Зантов и Александър Керин. Читалището е настанено в една от стаите в училището. За втори председател на читалището е избран Йосиф Говедарски.
Средствата за дейността на читалището са набавяни от имоти (около 50 дка), доходи от вечеринки, томболи, театрални представления и др. Към читалището между 1932 и 1934 г. е имало вечерно училище, което е било посещавано от много жители на града. През 1935 – 1936 г. работи и т.нар. народен университет към читалището, в който преподават д-р Капинчев, Иван Унгаров, Г. Хаджиев, Иван Райков. През 1937 г. е закупен грамофон. Самодейният драматичен състав е поставял всяка година по няколко пиеси. В неговата работа са участвали Захари Иванов, Петрана Овчарова, Никола Белчев, Слави Денков, Пенка Стрехина, Зора Зантова и др.
До 1940 г. читалището е местено в две частни къщи и в старата община. Едва през 1940 г. читалището се сдобива със собствена сграда. През 1943 г. сградата е иззети от властта и превърната в караулно помещение на „Обществена сила“, предназначена за охрана на общината от партизански нападения.
През 1945 г. читалището и драматичният състав подновяват своята дейност. Създава се нов танцов състав с 30 участници, хор с 90 хористи, лекторска група от 25 души. Същата година е закупен и първият киноапарат. През 1950 г. едно от помещенията на читалището се реконструира на киносалон. Доставен е нов широколентов киноапарат.
Първоначално танцовият състав се ръководи от Слав Бойкин. За високото си художествено майсторство съставът е награждаван с много награди и отличия на регионални и национални фестивали и събори. Интересна културна дейност развива художественият самодеен състав. Като добри изпълнители се проявяват Слав Пищийски – кавалджия, Йозо Венков – гайдарджия, Стефан Стрехин – певец, Анка Чавдарова – певица.
През 1960 г. започва строителството на нова сграда в центъра на селото. На 24 май 1963 г. тя е тържествено открита. Сградата включва многофункционален салон с 500 места, по-малък салон със 100 места, библиотека с читалня и хранилище, музейна зала, зала за граждански ритуали, стаи за репетиции, гримьорна, и др. При преместването библиотеката е имала към 2 хил. тома литература. Скоро след това се създават нови състави като естрадно-сатиричната група с ръководител Вирджилио Тоскани (син на Марио Тоскани), битовия оркестър с ръководител Слав Пищийски, певческа и танцова групи. През 1965 г. песен на Елена Пънкина в съпровод на кавал Слав Пищийски се класира на първия събор на народното творчество в Копривщица.
През 1972 г. към читалището е създадена музейна сбирка. По-късно е формирана художествена галерия, а през 1983 г. е учредено и нумизматично дружество.
Във връзка със 75-годишния юбилей на читалището, то е наградено с орден „Св. св. Кирил и Методий“ – I степен, а дългогодишният председател на читалището Янко Стрехин публикува статия за читалището в списание „Читалище“.
Непосредствено след промените през 1989 г. дейността на читалището е ограничена поради липса на средства. По-късно се възстановява дейността на драматичния състав, създадени са школи за народно пеене, пиано и народни инструменти.
Към 2010 г. библиотеката на читалището има около 10 хил. тома. През 2016 г. е извършен основен ремонт и саниране на сградата на читалището. На 10 март 2019 г. кукерската група и фолклорен ансамбъл „Слав Бойкин“ при читалището участват в събитието „Да посрещнем пролетта заедно“, включен в културния календар на община Пловдив за 2019 г.

## Структура
Основните цели на читалището като културна институция са да съхрани местните традиции и обичаи и да разпространява националното културно наследство.
Към читалището функционират:
- Фолклорен ансамбъл за народни танци и песни „Слав Бойкин“
- Женска певческа група
- Кукерски колектив
- Детска певческа група
- Детски танцов състав
- Група за изворен фолклор
- Драматичен състав с ръководител Лидия Гаджева
- Любителска група по народни танци „Раковчани“
- Школи по народно пеене. Солфеж и пиано
- Школа по народни инструменти – гъдулка и тамбура
- Школа по рисуване

### Фолклорен ансамбъл „Слав Бойкин“
Фолклорен ансамбъл за народни танци и песни „Слав Бойкин“ е създаден през 50-те години, като танцов състав. През десетилетията той е награждаван с много награди и отличия на регионални и национални фестивали и събори. Първият ръководител на състава е Слав Бойкин. Oт 1 септември 1988 г. фолклорният ансамбъл носи неговото име. Ансамбълът наброява около 60 души.
Награди:
- Лауреат на Международен фолклорен фестивал в гр. Тремоли, Италия през 2001 г.
- Отличен е с много грамоти и награди в Румъния, Франция в гр. Безие през 2007 г., Сърбия през 2007 г., Черна гора в гр. Будва през 2008 г., Турция и много фестивали и събори в страната
- Лауреат на XV Старопланински събор „Балкан Фолк 2011“;
- Лауреат на Международен фолклорен фестивал в гр. Ладисполи, Италия през 2011 г.
- Балкански шампиони, наградени със Златен Орфей и Златен медал на Балкански шампионат по фолклор „Жива вода – 2012“ гр. Хисаря.
- 1-во място на XXIX Национален фолклорен фестивал „Янко Петров“, гр. Гълъбово през май 2019 г.

### Женска певческа група
Награди:
- Лауреат на националните събори „Рожен“ и „Копривщица“ през 2000 г.
- Лауреат на Международен фолклорен фестивал в гр. Ладисполи, Италия през 2011 г.
- Балкански шампиони, наградени със Златен Орфей и Златен медал на Балкански шампионат по фолклор „Жива вода – 2012“ гр. Хисаря

### Кукерски колектив
- Чрез колектива, гр. Раковски става член на Фондацията на европейските карнавални градове със седалище Амстердам.
- Колективът е лауреат на Международния кукерски фестивал в гр. Перник. Участник във фестивалите в гр. Шумен, Ямбол и др.
- Съставът получи от председателя на Федерацията на биволовъдите в Германия плакет, благословен от папа Бенедикт XVI.

## Председатели
- Георги Лазаров Минчев – роден през 1873 г. в село Семчиново, Пазарджишко. Учи медицина в Петербург, но е изгонен от царските власти в Русия, заради изявените си социалистически виждания. Учи също и в Лозана, Швейцария, но поради липса на средства не успява да се дипломира. Основава първата социалистическа група в село Калъчлии. Умира през 1948 г.[5]
- Йосиф Говедарски
- Борис Петков
- Иван Петков
- д-р Капинчев
- Иван Сребрев
- Никола Каламов
- Никола Гиев
- Гено Сарийски
- Петър Гроздев
- Иван Лазаров
- Афиян Романски
- Алекси Пънкин
- Милко Куртев
- Ангел Бенин
- Янко Стрехин – роден на 15 януари 1925 г. в Калъчлии; председател на читалището от 1965 г. до 1970 г. и от 1991 г. до 1994 г.; от 1970 до 1984 г. е секретар на читалището. Умира на 21 март 2011 г.
- Йовко Патазов
- Венко Земярски
- Божидар Стрехин
- Калин Йовчев
- Полина Рекина
- Иван Лесов
- Валентин Романов